# Cingkam Meranggun
Cingkam Meranggun is een bestuurslaag in het regentschap Aceh Tenggara van de provincie Atjeh, Indonesië. Cingkam Meranggun telt 349 inwoners (volkstelling 2010).